# ФК Галатасарај
ФК Галатасарај (тур. Galatasaray Spor Kulübü) је турски фудбалски клуб из Истанбула. Клуб је основан 1905. године и такмичи се у Суперлиги Турске. Домаће утакмице игра на стадиону Турк Телеком Арена, капацитета 52.652 места.
Галатасарај је најтрофејнији турски клуб, у својим витринама има рекордних 25 титула првака државе, 19 трофеја у националном купу и 17 трофеја у домаћем суперкупу. Такође, Галатасарај је први фудбалски клуб из Турске који је освојио неко европско такмичење, тачније у сезони 1999/2000. освојили су Куп УЕФА победивши Арсенал у финалу. Током лета исте године победом над тадашњим прваком Европе Реал Мадридом Галатасарај је успео да освоји и УЕФА суперкуп. Међу 13 студената Галатасарајског лицеја који су основали клуб 1905. године, били су Милија и Павле Бакић из Васојевића.

## Највећи успеси

### Међународни
- Куп УЕФА
  - Освајач (1) : 1999/00.
- УЕФА суперкуп
  - Освајач (1) : 2000.
- Куп европских шампиона / Лига шампиона
  - Полуфиналисти (1) : 1988/89.
  - Четвртфиналисти (5) : 1962/63, 1969/70, 1993/94, 2000/01, 2012/13.
- Куп победника купова
  - Четвртфиналисти (1) : 1991/92.

### Национални
- Суперлига Турске (рекорд)
  - Прваци (25) : 1961/62, 1962/63, 1968/69, 1970/71, 1971/72, 1972/73, 1986/87, 1987/88, 1992/93, 1993/94, 1996/97, 1997/98, 1998/99, 1999/00, 2001/02, 2005/06, 2007/08, 2011/12, 2012/13, 2014/15, 2017/18, 2018/19, 2022/23, 2023/24, 2024/25.
  - Другопласирани (11) : 1959, 1960/61, 1965/66, 1974/75, 1978/79, 1985/86, 1990/91, 2000/01, 2002/03, 2013/14, 2020/21.
- Куп Турске (рекорд)
  - Освајачи (19) : 1963, 1964, 1965, 1966, 1973, 1976, 1982, 1985, 1991, 1993, 1996, 1999, 2000, 2005, 2014, 2015, 2016, 2019, 2025.
  - Финалисти (5) : 1969, 1980, 1994, 1995, 1998.
- Суперкуп Турске (рекорд)
  - Освајачи (17) : 1966, 1969, 1972, 1982, 1987, 1988, 1991, 1993, 1996, 1997, 2008, 2012, 2013, 2015, 2016, 2019, 2023.
  - Финалисти (10) : 1971, 1973, 1976, 1985, 1994, 1998, 2006, 2014, 2018, 2024.

## Стадион
Галатасарај домаће утакмице игра на стадиону Турк Телеком Арена који је отворен 15. јануара 2011, и има капацитет од 52.695 места.

### Али Сами Јен
Стадион је отворен 20. децембра 1964. године, а назив је добио по оснивачу Галатасараја Али Сами Јену. Те године стадион је могао да прими више од 35.000 гледалаца, али је касније капацитет стадиона због постављених седишта смањен на 24.990 места. Стадион је био јако важан за Галтасарај, јер је на њему успео да савлада екипе као што су Барселона, Милан и Реал Мадрид. Прослављени судија Пјерлуиђи Колина је за овај стадион због невероватне атмосфере изјавио: „Обожавам овај пакао“. Последњу утакмицу на овом стадиону Галатасарај је одиграо 12. јануара 2011. године.

## Тренутни састав
| Бр. |            | Позиција | Играч              |
| --- | ---------- | -------- | ------------------ |
| 1   | Уругвај    | Г        | Фернандо Муслера   |
| 2   | Бразил     | О        | Маријано           |
| 3   | Бразил     | О        | Маикон             |
| 4   | Турска     | О        | Сердар Азиз        |
| 5   | Турска     | О        | Ахмет Јилмаз Чалик |
| 6   | Турска     | С        | Толга Ћиерћи       |
| 7   | Турска     | С        | Јасин Озтекин      |
| 8   | Турска     | С        | Селчук Инан        |
| 9   | Швајцарска | Н        | Ерен Дердијок      |
| 10  | Мароко     | С        | Јунес Белханда     |
| 11  | Турска     | Н        | Синан Гумуш        |
| 14  | Норвешка   | О        | Мартин Линес       |
| 15  | Холандија  | С        | Рајан Донк         |
| 16  | Француска  | Г        | Седрик Карасо      |

| Бр. |                    | Позиција | Играч             |
| --- | ------------------ | -------- | ----------------- |
| 17  | Турска             | С        | Емрах Башсан      |
| 18  | Француска          | Н        | Бафетимби Гомис   |
| 20  | Сенегал            | С        | Папа Ндиај        |
| 21  | Турска             | О        | Тарик Чамдал      |
| 22  | Турска             | О        | Хакан Балта       |
| 24  | Зеленортска Острва | С        | Гари Родригес     |
| 25  | Бразил             | С        | Фернандо Регес    |
| 28  | Њемачка            | О        | Корај Гинтер      |
| 33  | Румунија           | О        | Јасмин Латовлевић |
| 34  | Холандија          | С        | Најџел де Јонг    |
| 64  | Белгија            | О        | Џејсон Денајер    |
| 67  | Турска             | Г        | Ерај Ишџан        |
| 89  | Алжир              | С        | Софијан Фегули    |
| 90  | Турска             | С        | Умут Гундоан      |

## Познати играчи
- Франк де Бур
- Ђовани дос Сантос
- Елано
- Лео Франко
- Бред Фридел
- Георге Хађи
- Саша Илић
- Емилиано Инсуа
- Хари Кјуел
- Георге Попеску
- Џевад Прекази
- Франк Рибери
- Зоран Симовић
- Дидије Сикс
- Хакан Шукур
- Клаудио Тафарел
- Абел Ксавијер
- Хамит Алтинтоп